# Пиковая дама
«Пи́ковая да́ма» — повесть Александра Пушкина с мистическими элементами, послужившая источником сюжета одноимённой оперы Петра Чайковского. В жанровом отношении повесть примыкает к таким (неоконченным) замыслам Пушкина, как «Египетские ночи», «Уединённый домик на Васильевском» и знаменитый отрывок «Гости съезжались на дачу…». Повесть неоднократно экранизирована.

## Сюжет
В сюжете повести обыгрывается излюбленная Пушкиным (как и другими романтиками) тема непредсказуемой судьбы, фортуны, рока. Молодой военный инженер немец Германн ведёт скромную жизнь и копит состояние, он даже не берёт в руки карт и ограничивается только наблюдением за игрой. Его приятель Томский рассказывает историю о том, как его бабушка-графиня, будучи в Париже, проиграла крупную сумму в карты. Она попыталась взять взаймы у графа Сен-Жермена, но вместо денег тот раскрыл ей секрет трёх выигрышных карт. Графиня, благодаря секрету, полностью отыгралась.
Германн, соблазнив её воспитанницу, Лизу, проникает в спальню к графине, мольбами и угрозами пытаясь выведать заветную тайну. Увидев Германна, вооружённого пистолетом (который, как выяснилось впоследствии, оказался незаряженным), графиня умирает от сердечного приступа. На похоронах Германну мерещится, что покойная графиня открывает глаза и бросает на него взгляд. Вечером её призрак является Германну и говорит, что три карты легендарного карточного сочетания — («тройка, семёрка, туз»), дающего в сумме 21 очко, принесут ему выигрыш, но он не должен ставить больше одной карты в сутки. Второе условие — он должен жениться на Лизе. Последнее условие Германн впоследствии не выполнил. Три карты становятся для Германна навязчивой идеей:

…Увидев молодую девушку, он говорил: «Как она стройна!.. Настоящая тройка червонная». У него спрашивали: который час, он отвечал: — без пяти минут семёрка. — Всякий пузастый мужчина напоминал ему туза. Тройка, семерка, туз — преследовали его во сне, принимая все возможные виды: тройка цвела перед ним в образе пышного грандифлора, семёрка представлялась готическими воротами, туз огромным пауком. Все мысли его слились в одну, — воспользоваться тайной, которая дорого ему стоила…

В Петербург приезжает знаменитый картёжник миллионер Чекалинский. Германн ставит весь свой капитал (47 тысяч рублей) на тройку, выигрывает и удваивает его. На следующий день он ставит все свои деньги (94 тысячи рублей) на семёрку, выигрывает и опять удваивает капитал. На третий день Германн ставит деньги (188 тысяч рублей) на туза. Выпадает туз. Германн думает, что победил, но Чекалинский говорит, что пиковая дама Германна проиграла. Каким-то невероятным образом Германн «обдёрнулся» — поставил деньги вместо туза на даму. Германн видит на карте усмехающуюся и подмигивающую пиковую даму, которая напоминает ему графиню. Разорившийся Германн попадает в лечебницу для душевнобольных, где ни на что не реагирует и поминутно «бормочет необыкновенно скоро: — Тройка, семёрка, туз! Тройка, семёрка, дама!..»

## Работа над повестью
Сюжет «Пиковой дамы» был подсказан Пушкину молодым князем Голицыным, который, проигравшись, вернул себе проигранное, поставив деньги по совету бабки на три карты, некогда подсказанные ей Сен-Жерменом. Эта бабка — известная в московском обществе «усатая княгиня» Наталья Голицына (урождённая Чернышёва), мать московского губернатора Дмитрия Голицына.
Повесть в манере Гофмана и Нодье писалась Пушкиным, по-видимому, осенью 1833 года в Болдине. Рукописный текст не сохранился. Опубликована во 2-м номере «Библиотеки для чтения» за 1834 год и, по дневниковой записи автора, имела недюжинный успех у читающей публики: «Моя „Пиковая дама“ в большой моде. Игроки понтируют на тройку, семёрку, туза» (апрель 1834).

## Влияние и аллюзии
«Пиковая дама» открывает собой вереницу произведений русских классиков на тему «преступления и наказания»: беспринципный молодой человек — русский Растиньяк — ради материального преуспеяния двигается «по наклонной» (соблазнение Лизы, запугивание старухи), однако вместо чаемого успеха по роковому стечению событий теряет не только благополучие, но и здравый ум (что особенно пугало Пушкина: «Не дай мне бог сойти с ума...»).
Другой, также популярный в русской классике тематический слой связан с Наполеоном. Эпиграф к IV главе — «Человек, у которого нет никаких нравственных правил и ничего святого!» — взят из некоей «личной переписки», с датой 7 мая 18** (Наполеон умер 5 мая 1821). Далее в этой же главе Томский упоминает, что у Германна «профиль Наполеона».
«Пиковая дама» — одно из первых произведений на русском языке, имевших успех в Европе. На французский язык её переводили такие классики, как Проспер Мериме и Андре Жид. До Чайковского оперу на этот сюжет написали француз Фроманталь Галеви (1850) и австриец Франц фон Зуппе (1864). Повесть экранизировалась более 15 раз, как в СССР/России, так и зарубежом, в том числе как фильм-опера. Англоязычная экранизация участвовала в Каннском кинофестивале 1949 года. С 1996 года в театре Вахтангова в Москве идёт поставленный Петром Фоменко по мотивам повести одноимённый спектакль.

## Имена главных героев
В тексте повести главный герой назван Германном, без указания на то, имя это или фамилия. Согласно распространённому мнению, это именно фамилия, несмотря на то, что в немецком языке имя Hermann встречается гораздо чаще, чем фамилия. В пользу этого приводятся следующие аргументы:
1. В русском языке немецкое имя Hermann обычно транскрибируется как Герман.
2. Остальные участники игры в повести названы только по фамилии, и обращаются друг к другу по фамилии.
3. Пушкин упоминает, что Германн «сын обрусевшего немца»; в таких случаях нередко иностранное имя (или этноним) становилось русской фамилией[источник не указан 1745 дней].

Однако, д. ф. н. И. А. Балашова доказывает, что это именно имя:
1. В рукописных черновиках герой назван Германом; возможно, второе «н» было добавлено издателями под влиянием немецкого написания.
2. Фраза «его зовут Германном» включает в себя конструкцию «звать + твор. падеж», которая в русском языке того времени употреблялась только с именем; в других произведениях Пушкин также следует этому правилу.
3. Вильгельм Кюхельбекер, являвшийся немцем и свободно владевший немецким языком, в своём дневнике называет героя повести Германом, то есть наличие двойного «н» не играло для него определяющей роли.

Как заметил филолог, профессор Анатолий Андреев, фамилия Германн содержит «германскую семантику Herr Mann („Господин человек“)».
Ту же параллель обыгрывает российский драматург Николай Коляда в своей пьесе DREISIEBENAS (ТРОЙКАСЕМЁРКАТУЗ).
Именно в честь этого пушкинского героя, со слов его собственного отца, был назван второй космонавт планеты Земля — Герман Титов — однако (очевидно, в силу традиций) его имя по документам пишется с одной Н.
На протяжении всей повести Пушкин называет старуху «графиня ***», хотя нетрудно догадаться, что её имя — графиня Анна Федотовна Томская:
«…он расчётлив, вот и всё! — заметил Томский. — А если кто для меня непонятен, так это моя бабушка графиня Анна Федотовна»
«Да, чёрта с два! — отвечал Томский, — у ней было четверо сыновей, в том числе и мой отец»

## Мнения и оценки
- Владислав Ходасевич сближал «Пиковую даму» с другими пушкинскими произведениями о «соприкосновении человеческой личности с тёмными силами»:

До разговора с графиней Германн сам шел навстречу чёрной силе. Когда же графиня умерла, он подумал, что замысел его рушится, что все кончено и жизнь отныне пойдет по-старому, с тем же капитальцем и нетронутыми процентами. Но тут роли переместились: из нападающего он превратился в объект нападения. Мертвая старуха явилась к нему. «Я пришла к тебе против своей воли, — сказала она твердым голосом, — но мне велено исполнить твою просьбу» и т. д. Однако те, по чьей воле она пришла исполнить волю Германна, насмеялись над ним: не то назвали ему две верных карты и одну, последнюю, самую важную — неверную, не то в последний, решительный миг подтолкнули его руку и заставили проиграть все. Как бы то ни было, возвели почти на предельную высоту — и столкнули вниз. И в конце концов — судьба Германна буквально та же, что и судьба Павла с Евгением: он сходит с ума.
- Д. Мирский выделял «Пиковую даму» из произведений Пушкина как «лучшее и характернейшее для него произведение в прозе»:

Изложить её вкратце невозможно: это шедевр сжатости. Как и «Повести Белкина», это произведение чистого искусства, занимательное только как целое. По силе воображения она превосходит все, что написал Пушкин в прозе: по напряженности она похожа на сжатую пружину. По неистовому своему романтизму она близка к «Гимну Чуме» и к стихотворению «Не дай мне Бог сойти с ума». Но фантастический романтический сюжет влит в безукоризненную классическую форму, такую экономную и сжатую в своей благородной наготе, что даже Проспер Мериме, самый изощренно-экономный из французских писателей, не решился перевести её точно и приделал к своему французскому переводу всякие украшения и пояснения, думая, вероятно, что наращивает мясо на сухом скелете. 

## Экранизации
- Пиковая дама (фильм, 1910) — немой фильм. Режиссёр Пётр Чардынин (по повести «Пиковая дама» и либретто оперы Петра Чайковского «Пиковая дама»)
- Пиковая дама (фильм, 1916) — немой фильм. Режиссёр Яков Протозанов
- Пиковая дама (фильм, 1918)[нем.]/Pique Dame (Германия). Режиссёр Артур Веллин[нем.]
- Пиковая дама (фильм, 1922) — венгерский фильм
- Пиковая дама (фильм, 1927)[нем.]/Pique Dame (Германия). Режиссёр Александр Разумный
- Пиковая дама (фильм, 1937)/La dame de pique (Франция). Режиссёр Фёдор Оцеп
- Пиковая дама (фильм, 1949)/The Queen of Spades (Великобритания) Режиссёр Торолд Дикинсон[англ.]
- Пиковая дама (телефильм, 1949)/The Queen of Spades (Великобритания) Режиссёр Джон Глин-Джонс[англ.]
- Пиковая дама (фильм, 1950)/Queen of Spades (ТВ) (США) (сериал The Chevrolet Tele-Theatre)
- Пиковая Дама (фильм, 1958)/La dame de pique (ТВ) (Франция). Режиссёр Стеллио Лоренци[фр.]
- Пиковая дама (фильм-опера, 1960) (СССР). Режиссёр Роман Тихомиров — экранизация оперы П. И. Чайковского
- Пиковая дама (фильм, 1965)/La dame de pique (Франция). Режиссёр Леонард Кейжель[фр.]
- Пиковая дама (фильм, 1969) (ТВ) (СССР) Режиссёр Пётр Фоменко
- Пиковая дама (фильм, 1972)/Dama pikowa (ТВ) (Польша). Режиссёр Януш Моргенштерн
- Пиковая дама (фильм, 1981)/Pique Dame (ТВ) (ФРГ) (по опере П. И. Чайковского)
- Пиковая дама (фильм, 1982) — фильм Игоря Масленникова
- Пиковая дама (фильм, 1987) — фильм-спектакль Петра Фоменко
- Эти… три верные карты…, 1988 — фильм Александра Орлова
- Пиковая дама (фильм, 1992) (ТВ) (Великобритания). Режиссёр Питер Маниура (фильм-опера П. И. Чайковского)
- Пиковая дама (фильм, 1999) (ТВ) (США). Режиссёр Брайан Лардж[англ.]. Экранизация оперы П. И. Чайковского
- Пиковая дама (фильм, 2002) (ТВ) (Нидерланды, Япония, Франция). Режиссёр Брайан Лардж[англ.]. Экранизация оперы П. И. Чайковского
- Дама пик (Россия, 2016, режиссёр Павел Лунгин)